# Рудиця Іван Григорович
Рудиця Іван Григорович (нар. 31 травня 1951, Великий Самбір, Сумська область — пом. 16 січня 2017, Сім'янівка, Сумська область) — український музикант, культурний діяч, керівник народного хору «Веселі музики».

## Біографія
Народився 31 травня 1951 року в селі Великий Самбір Сумської області.
У 1968 році створив народний аматорський хоровий колектив «Веселі музики» у сім'янівському будинку культури, який, у 1975 році, очолив. Згодом створив дитячий обрядово-фольклорний колектив «Весняночка». Загалом створив 5 клубних формувань, у тому числі 2 народних колективи — хоровий та інструментальний ансамбль.
У 1988 році закінчив Харківську державну академію культури — за спеціальністю культосвітня робота, кваліфікація — культосвітній працівник, організатор-методист культурно-освітньої роботи.
Помер 31 травня 2017 року у селі Сім'янівка.

## Нагороди
Грамота Президії Верховної Ради УРСР (1985).

## Вшанування пам'яті
Будинок культури, очолюваний Іваном Григоровичем, названо в його честь та встановлено меморіальну дошку.